# Liberty Mutual
Liberty Mutual es una aseguradora global diversificada estadounidense y la sexta aseguradora de propiedad y accidentes más grande del mundo. Ocupa el puesto 71 en la lista Fortune 500 de las corporaciones más grandes de los Estados Unidos según los ingresos de 2020. Con sede en Boston, Massachusetts, y con la Estatua de la Libertad como logotipo. Emplea a más de 45.000 personas en más de 900 ubicaciones en todo el mundo. Al 31 de diciembre de 2021, Liberty Mutual Insurance tenía $156,043 mil millones en activos consolidados, $128,195 mil millones en pasivos consolidados y $48,2 mil millones en ingresos anuales consolidados.
La compañía, fundada en 1912, ofrece una amplia gama de productos y servicios de seguros, que incluyen automóviles personales, propietarios de viviendas, compensación laboral, riesgos múltiples comerciales, automóviles comerciales, responsabilidad general, especialidad global, discapacidad grupal, seguro contra incendios y fianzas.